# Fissidens gracilis
Fissidens gracilis là một loài Rêu trong họ Fissidentaceae. Loài này được (Bach. Pyl.) Brid. mô tả khoa học đầu tiên năm 1827.